# CBGB: Kolébka punku
CBGB: Kolébka punku je americký film z roku 2013 pojednávající o hudebním klubu CBGB v New Yorku. Režisérem filmu byl Randall Miller. Klub se měl původně specializovat výhradně na country a bluegrassovou hudbu, ale nakonec jeho majitel Hilly Kristal začal zvát punkové skupiny a klub se stal jedním z hlavních míst v historii punkové hudby.

## Obsazení
| Alan Rickman     | Hilly Kristal  |
| Ashley Greene    | Lisa Kristal   |
| Malin Åkermanová | Debbie Harry   |
| Freddy Rodriguez | Idaho          |
| Ryan Hurst       | Mad Mountain   |
| Stana Katić      | Genya Ravan    |
| Richard de Klerk | Taxi           |
| Rupert Grint     | Cheetah Chrome |
| Justin Bartha    | Stiv Bators    |
| Joel David Moore | Joey Ramone    |
| Josh Zuckerman   | John Holmstrom |
| Johnny Galecki   | Terry Ork      |
| Donal Logue      | Merv Ferguson  |
| Taylor Hawkins   | Iggy Pop       |
| Mickey Sumner    | Patti Smith    |
| Caleb McCotter   | Wayne County   |
| Ahna O'Reilly    | Mary Harronová |
| Kyle Gallner     | Lou Reed       |

## Soundtrack
| Pořadí | Název                                | Interpret                          | Délka |
| ------ | ------------------------------------ | ---------------------------------- | ----- |
| 1.     | Life During Wartime                  | Talking Heads                      | 3:41  |
| 2.     | Kick Out The Jams                    | MC5                                | 2:52  |
| 3.     | Chatterbox                           | New York Dolls                     | 2:26  |
| 4.     | Careful                              | Television                         | 3:17  |
| 5.     | Blank Generation                     | Richard Hell and the Voidoids      | 2:44  |
| 6.     | Slow Death                           | Flamin' Groovies                   | 4:23  |
| 7.     | I Can't Stand It                     | The Velvet Underground             | 3:21  |
| 8.     | Out of Control                       | Wayne County & the Electric Chairs | 3:53  |
| 9.     | Psychotic Reaction                   | Count Five                         | 3:07  |
| 10.    | All for the Love of Rock 'n' Roll    | Tuff Darts                         | 3:25  |
| 11.    | All By Myself                        | The Heartbreakers                  | 2:52  |
| 12.    | California Sun                       | The Dictators                      | 3:04  |
| 13.    | Caught with the Meat in Your Mouth   | Dead Boys                          | 2:07  |
| 14.    | I Got Knocked Down (But I'll Get Up) | Joey Ramone                        | 3:42  |
| 15.    | Get Outta My Way                     | The Laughing Dogs                  | 2:47  |
| 16.    | Sunday Girl                          | Blondie                            | 3:03  |
| 17.    | I Wanna Be Your Dog                  | The Stooges                        | 3:11  |
| 18.    | Sonic Reducer                        | Dead Boys                          | 3:06  |
| 19.    | Roxanne                              | The Police                         | 3:12  |
| 20.    | Birds and the Bees                   | Hilly Kristal                      | 3:59  |